# Onthophagus atratus
Onthophagus atratus är en skalbaggsart som beskrevs av Kabakov 1983. Onthophagus atratus ingår i släktet Onthophagus och familjen bladhorningar. Inga underarter finns listade i Catalogue of Life.